# Lincoln County (Oregon)
Lincoln County ist ein County im Bundesstaat Oregon der Vereinigten Staaten. Das U.S. Census Bureau hat bei der Volkszählung 2020 eine Einwohnerzahl von 50.395 ermittelt. Der Verwaltungssitz (County Seat) ist Newport. Benannt ist das County nach Abraham Lincoln.

## Geographie
Das County hat eine Fläche von 3092 Quadratkilometern; davon sind 555 Quadratkilometer (17,95 Prozent) Wasserfläche.

## Geschichte
Das County wurde am 20. Februar 1893 gegründet und nach Abraham Lincoln benannt.
34 Bauwerke und Stätten des Countys sind im National Register of Historic Places (NRHP) eingetragen (Stand 14. Juli 2018).

## Demografische Daten

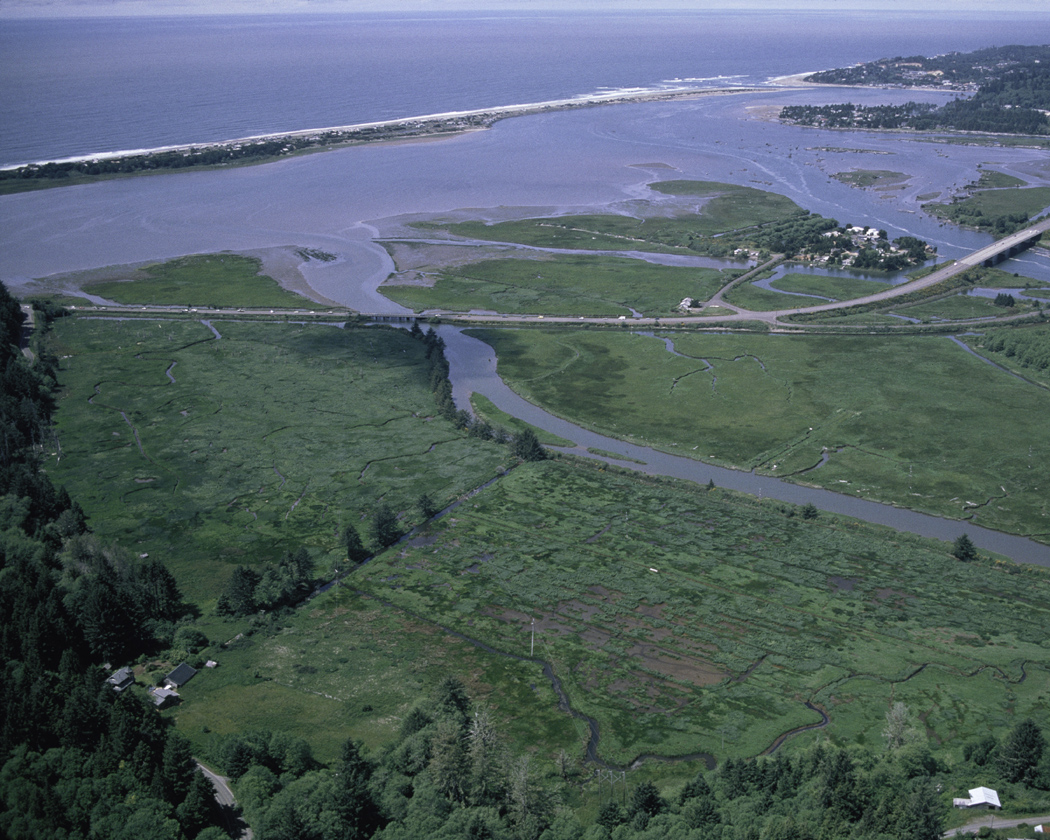
Die Siletz Bay, Mündung des Siletz Rivers im Siletz Bay National Wildlife Refuge

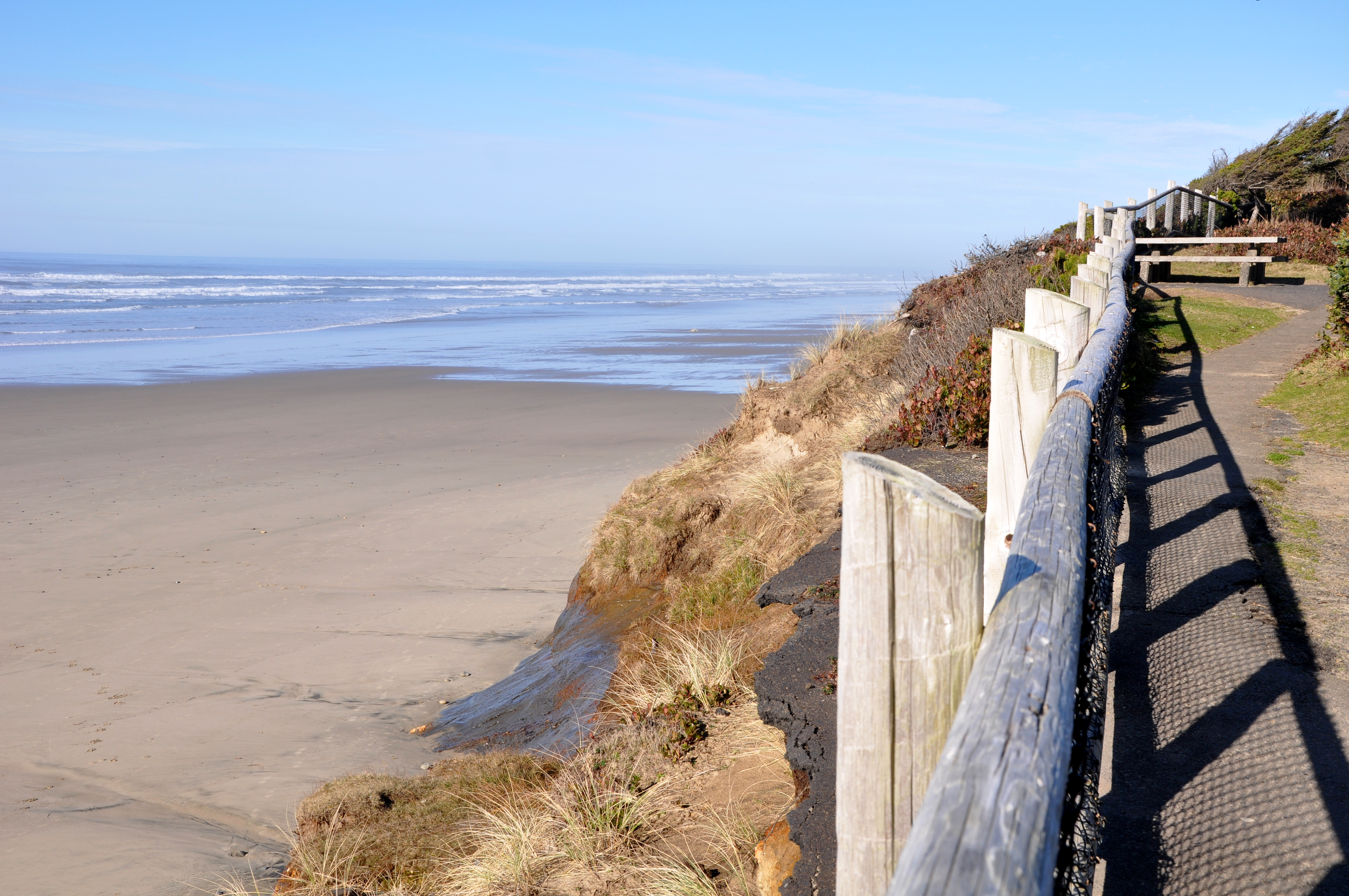
Die Lost Creek State Recreation Site

Nach der Volkszählung im Jahr 2000 lebten im County 44.479 Menschen. Es gab 19.296 Haushalte und 12.252 Familien. Die Bevölkerungsdichte betrug 18 Einwohner pro Quadratkilometer. Ethnisch betrachtet setzte sich die Bevölkerung zusammen aus 90,59 % Weißen, 0,30 % Afroamerikanern, 3,14 % amerikanischen Ureinwohnern, 0,93 % Asiaten, 0,16 % Bewohnern aus dem pazifischen Inselraum und 1,66 % Prozent aus anderen ethnischen Gruppen; 3,23 % stammten von zwei oder mehr ethnischen Gruppen ab. 4,76 % der Bevölkerung waren spanischer oder lateinamerikanischer Abstammung.
Von den 19.296 Haushalten hatten 24,40 % Kinder und Jugendliche unter 18 Jahre, die bei ihnen lebten. 49,50 % waren verheiratete, zusammenlebende Paare, 10,00 % waren allein erziehende Mütter. 36,50 % waren keine Familien. 29,30 % waren Singlehaushalte und in 12,70 % lebten Menschen im Alter von 65 Jahren oder darüber. Die Durchschnittshaushaltsgröße betrug 2,27 und die durchschnittliche Familiengröße lag bei 2,75 Personen.
Auf das gesamte County bezogen setzte sich die Bevölkerung zusammen aus 21,40 % Einwohnern unter 18 Jahren, 6,50 % zwischen 18 und 24 Jahren, 23,50 % zwischen 25 und 44 Jahren, 29,00 % zwischen 45 und 64 Jahren und 19,50 % waren 65 Jahre alt oder darüber. Das Durchschnittsalter betrug 44 Jahre. Auf 100 weibliche Personen kamen 94,00 männliche Personen, auf 100 Frauen im Alter ab 18 Jahren kamen statistisch 90,10 Männer.

Das jährliche Durchschnittseinkommen eines Haushalts betrug 32.769 USD, das Durchschnittseinkommen der Familien betrug 39.403 USD. Männer hatten ein Durchschnittseinkommen von 32.407 USD, Frauen 22.622 USD. Das Prokopfeinkommen betrug 18.692 USD. 13,90 % der Bevölkerung und 9,80 % der Familien lebten unterhalb der Armutsgrenze. 19,50 % davon waren unter 18 Jahre und 7,20 % waren 65 Jahre oder älter.